# François-Constant Girel
François-Constant Girel, conegut com Constant Girel (1873 - 1952), va ser un director i cinematògraf francès.

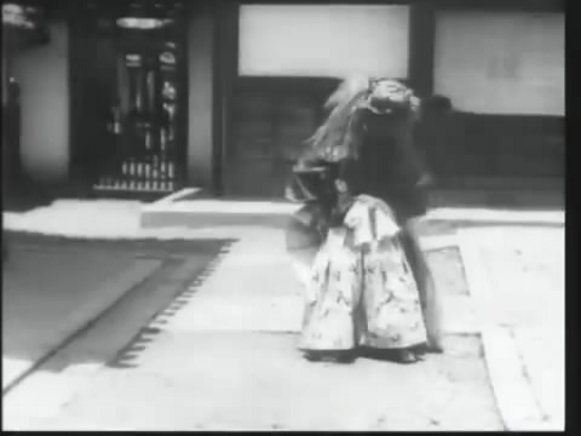
Acteurs japonais Exercice de la perruque

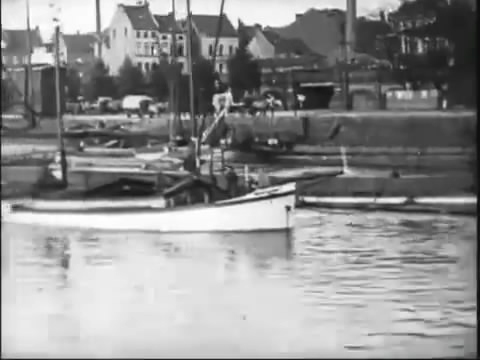
Cologne, Panorama pris d'un bateau

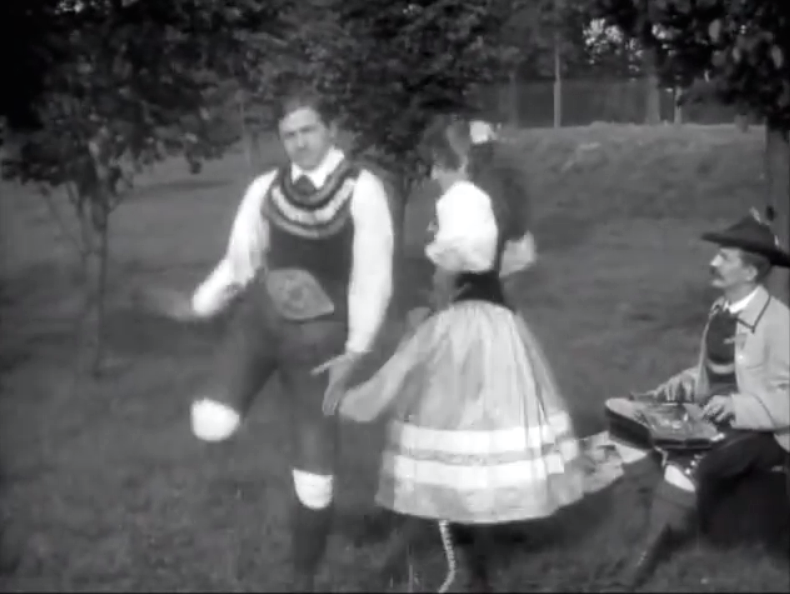
Danse Tyrolienne

Girel va ser fill d'un farmacèutic i va estudiar cinema en Lió. En 1896 va ser contractat pels germans Lumière com a operador i va ser enviat a Breslau per a filmar la cavalcada del kàiser Guillem II d'Alemanya i el tsar Nicolau II de Rússia. En 1898 va tornar a França on va treballar en Pathé i després va tornar a la farmàcia a treballar amb el seu pare. Va dissenyar un moviment de la càmera durant la filmació (travelling), abans que ho fes Alexandre Promio, amb un curt en moviment a Constança, sobre el riu Rin. També va viatjar a Rússia i el Japó, per a documentar i presentar curts cinematogràfics.

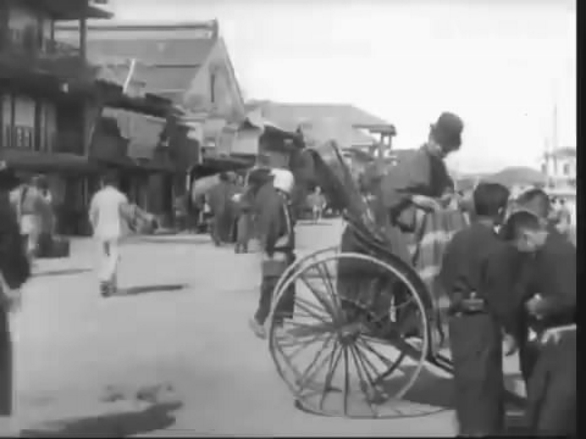
Une rue à Tokyo

## Filmografia

### Director cinematogràfic
- Lausanne, défilé du 8ème bataillon (1896)
- Scieurs de bois (1896)
- Monza, L.L. M.M. le Roi et la Reine d'Italie (1896)
- Cologne, pont de bateaux (1896)
- Cologne, Panorama pris d'un bateau (1896)
- Danse Tyrolienne (1897)
- Une rue à Tokyo (1897)
- Coolies à Saïgon (1897)
- Lutteurs japonais (1898)
- Acteurs japonais: Exercice de la perruque (1898)
- Acteurs japonais: Bataille au sabre (1898)

### Director cinematogràfic i de fotografia
- Inauguration: II longueur, 8 mètres (1896)
- Fêtes franco-russes: Cherbourg, débarquement des souverains russes (1896)

### Director fotogràfic
- Schaffouse, Chûtes du Rhin vues de loin, dirigit per Louis Lumière (1896)
- Fêtes franco-russes: Cherbourg, Entrée des Souverains russes et du président de la République sous le hall, dirigir per Louis Lumière (1896)
- Avant l'inauguration. Arrivée des souverains (1896)
- Défilé de hussards devant Guillaume II (1896)
- Guillaume II et Nicolas II à cheval (1896)
- Görlitz: revue devant Guillaume II et Nicolas II (1896)
- Bersagliers (1896)
- Pont sur le Rhin (1896)
- Procession (1896)
- Défilé du 8e bataillon (1896)
- Chutes du Rhin vues de près (1896)
- Chutes du Rhin vues de loin (1896)
- Dîner japonais (1897)
- Repas en famille, dirigit per Louis Lumière (1897)
- Arrivée d'un train (1897)
- Déchargement dans un port (1897)
- Un pont à Kyoto (1897)
- Une rue à Tokyo (1897)
- Procession shintoïste (1897)
- Danseuses japonaises (1897)
- Les Aïnos à Yeso, I (1897)
- Les Aïnos à Yeso, II (1897)
- Lutteurs japonais (1897)
- Escrime au sabre japonais (1897)
- Une scène au théâtre japonais (1897)
- Acteurs japonais: danse d'homme (1897)
- Danseuses: la danse des éventails (1897)
- Sortie d'un temple shintoïste (1897)